# سد استینسکلوف
سد استینسکلوف (به لاتین: Stettynskloof Dam) یک سد در آفریقای جنوبی است که در کیپ غربی واقع شده‌است.